# Angelika Sarna
Angelika Sarna (* 1. Oktober 1997 in Stalowa Wola) ist eine polnische Mittelstreckenläuferin, die sich auf die 800-Meter-Distanz spezialisiert hat.

## Sportliche Laufbahn
Erste internationale Erfahrungen sammelte Angelika Sarna im Jahr 2015, als sie bei den Junioreneuropameisterschaften in Eskilstuna mit 2:08,97 min im Vorlauf über 800 m ausschied. Auch bei den U23-Europameisterschaften im heimischen Bydgoszcz kam sie mit 2:08,06 min nicht über die Vorrunde hinaus und 2019 belegte sie dann bei den U23-Europameisterschaften in Gävle in 2:07,46 min den fünften Platz. 2021 qualifizierte sie sich über die Weltrangliste für die Olympischen Sommerspiele in Tokio und schied dort mit 2:02,18 min in der ersten Runde aus. Im Jahr darauf erreichte sie bei den Europameisterschaften in München das Halbfinale und schied dort mit 2:02,15 min aus. 2023 kam sie bei den Halleneuropameisterschaften in Istanbul mit 2:05,50 min nicht über den Vorlauf hinaus. Im Juni wurde sie bei der 1. Liga der Team-Europameisterschaft im Rahmen der Europaspiele in Chorzów in 2:03,97 min Sechste im B-Lauf über 800 Meter. Im August schied sie dann bei den Weltmeisterschaften in Budapest mit 2:01,78 min in der ersten Runde aus. Im Jahr darauf kam sie bei den Hallenweltmeisterschaften in Glasgow mit 2:03,36 min nicht über den Vorlauf hinaus und belegte dann im Juni bei den Europameisterschaften in Rom in 2:01,21 min den achten Platz.
2025 erreichte sie bei den Halleneuropameisterschaften in Apeldoorn das Halbfinale über 800 Meter und schied dort mit 2:02,54 min aus.
2021 wurde Sarna polnische Meisterin im 800-Meter-Lauf sowie 2024 in der 4-mal-400-Meter-Staffel.

## Persönliche Bestzeiten
- 600 Meter: 1:26,27 min, 23. Juli 2022 in Warschau
  - 600 Meter (Halle): 1:27,64 min, 26. Januar 2025 in Toruń
- 800 Meter: 1:59,63 min, 7. Juli 2024 in Hengelo
  - 800 Meter (Halle): 2:00,76 min, 23. Februar 2025 in Toruń
- 1000 Meter: 2:37,42 min, 25. August 2024 in Chorzów